# 806

## Догађаји
- Википедија:Непознат датум — Владавина династије Абасида у Багдаду.

- 5. фебруар – Цар Канму умире након 25-годишње владавине, у којој су корејска култура и технологија уведене у Јапан. Наследио га је син Хеизеи, као 51. цар Јапана.
- Византијско-арапски ратови: калиф Харун ал-Рашид предводи велику војну експедицију, окупљајући људе из Сирије, Палестине, Персије и Египта. Инвазијска војска (наводно 135.000 људи) полази из Раке, резиденције Харуна, и улази у Кападокију кроз Киликијска врата, пљачкајући неколико византијских тврђава и градова. Хераклеја је заробљена после једномесечне опсаде (август/септембар). Град је опљачкан и сравњен са земљом; његови становници су поробљени и депортовани у Абасидски калифат.
- Абасидска флота под командом Хумејда ибн Мајуфа ал-Хајурија врши нападе на Кипар, одводећи 16.000 становника као робове.
- Харун ал-Рашид именује Ашота Мсакера за новог председавајућег принца Јерменије. Багратиди се појављују као једна од две најмоћније племићке породице у земљи. Харун признаје другу грану Багратида, под Ашотом I Куролатом, као кнезове Кавкаске Иберије.
- Рафи ибн ал-Лаитх, арапски племић, предводи побуну великих размера против опресивног опорезивања од стране гувернера Абасида Алија ибн Иса ибн Махана. Он покреће побуну у Самарканду, која се брзо шири преко Хорасана.
- Британију
- Викинзи масакрирају Колумбине монахе и све становнике острва Јона (Шкотска). Остали монаси беже на сигурно у манастир Келс (Ирска). Са собом носе Келсову књигу.
- Краља Еардвулфа од Нортумбрије протерује из свог краљевства његов ривал Елфвалд ИИ, који преузима престо. Ердулф бежи на франачки двор Карла Великог, а касније посећује папу Лава ИИИ у Риму.
- Новембар – Ал-Хаким I, омејадски емир Кордобе, поново потврђује своју контролу над градом Толедом, аутономним од 797. У том смислу, Ал-Хакам има преко 72 племића масакрираних на банкету, разапетих и изложених дуж обала реке Гуа.
- Цар Карло Велики дели Франачко царство под своја три сина, названа Дивисио Регнорум. За Карла Млађег он означава царску титулу, Аустразију и Неустрију, Саксонију, Бургундију и Тирингију. Пипину даје Италију, Баварску и Швапску. Његов најмлађи син Луј Побожни добија Аквитанију, Шпанију и Провансу.
- Гримоалд III, лангобардски војвода од Беневента, умире без наследника. Наслеђује га Гримоалд IV, који је приморан да одаје почаст краљу Карлу Млађем.
- 12. април – Свети Никифор устоличен за Цариградског патријарха, наследивши Тарасија.
- Цркву у Жермињи де Пре саградио је епископ Орлеански Теодулф.

## Смрти
- Тарасије Цариградски
- Кнез Милидух - био лужичкосрпски кнез